# Parco nazionale Mokala
Il parco nazionale di Mokala (in inglese Mokala National Park) è un'area naturale protetta del Sudafrica, istituita nel 2007.

## Flora
Si contano almeno 765 specie di piante.

## Fauna
Nel parco si possono ammirare una varietà di mammiferi (rinoceronti bianchi, rinoceronti neri, leopardi e ghepardi, iene, impala, kudu ecc.) e di volatili (tra cui l'avvoltoio del capo).

### Mammiferi

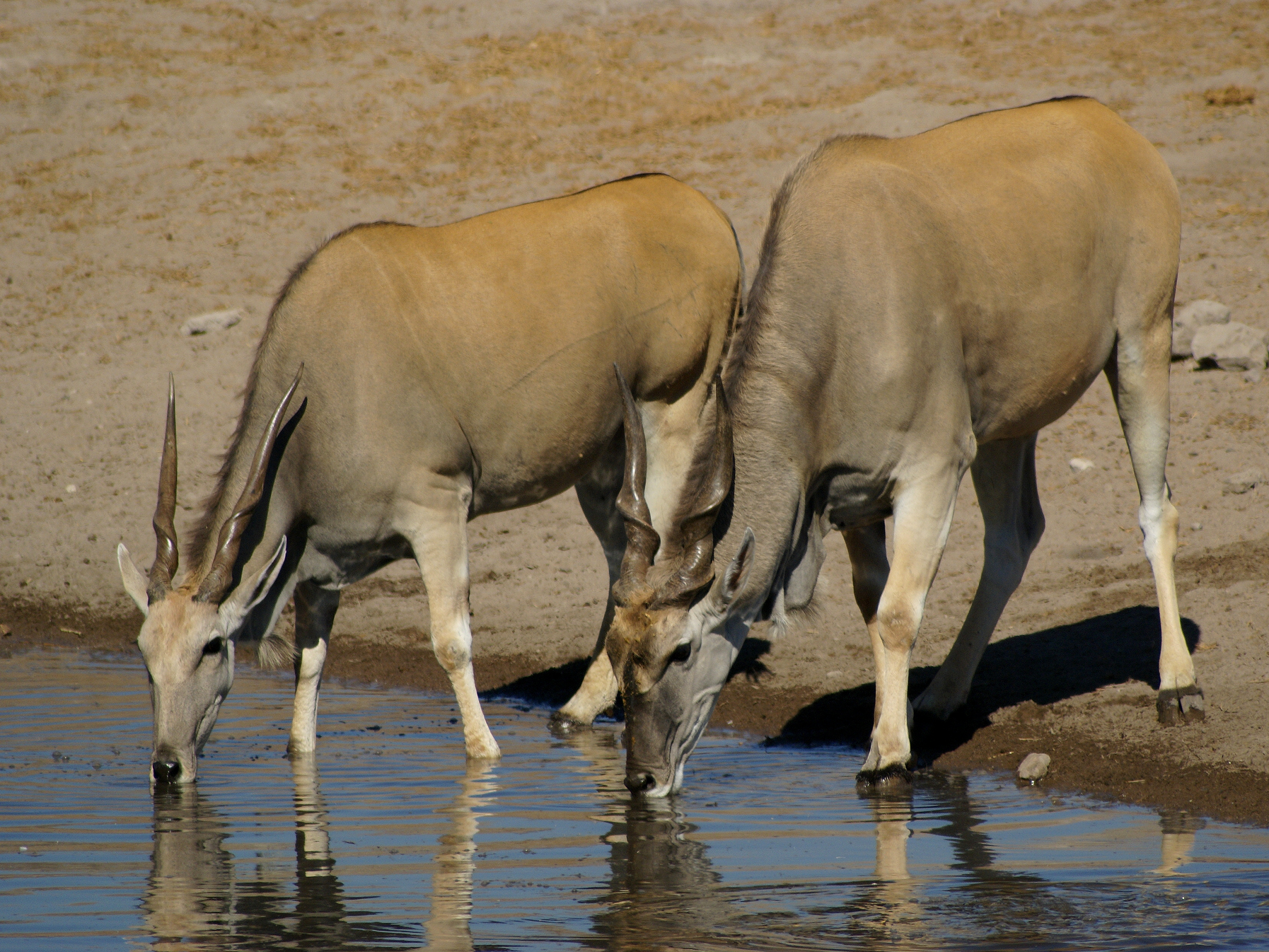
Antilope alcina
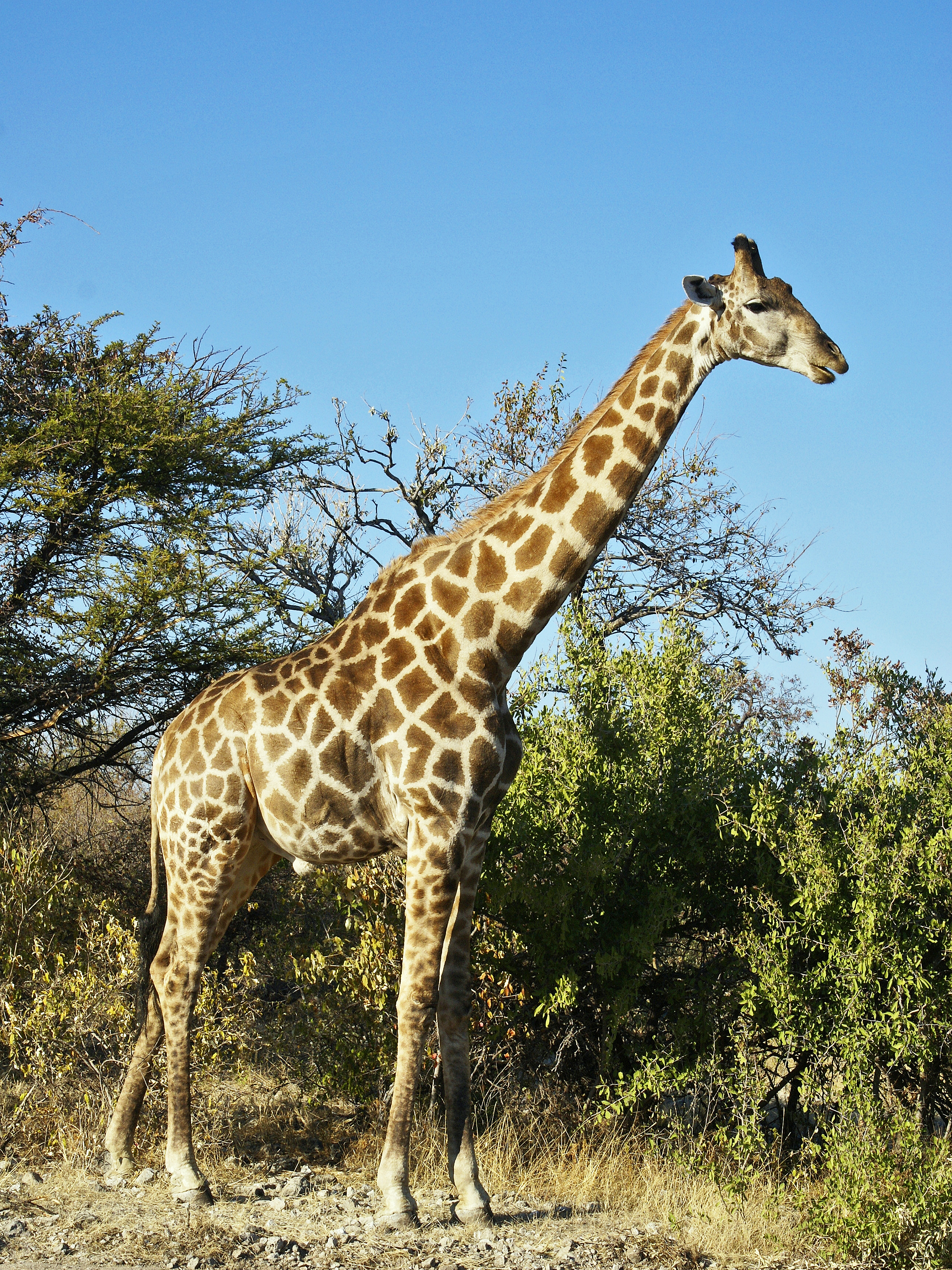
Giraffa
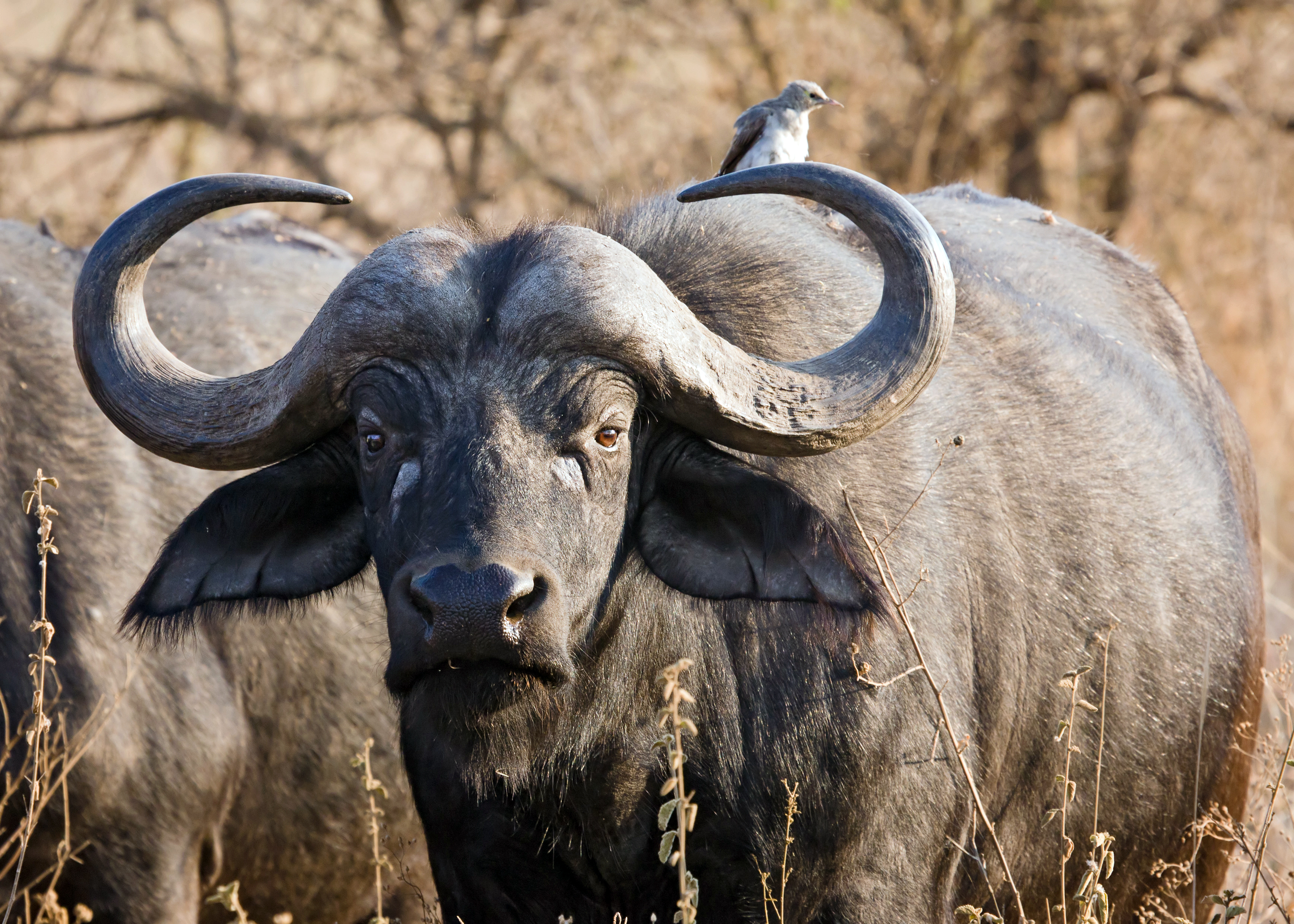
Bufalo nero
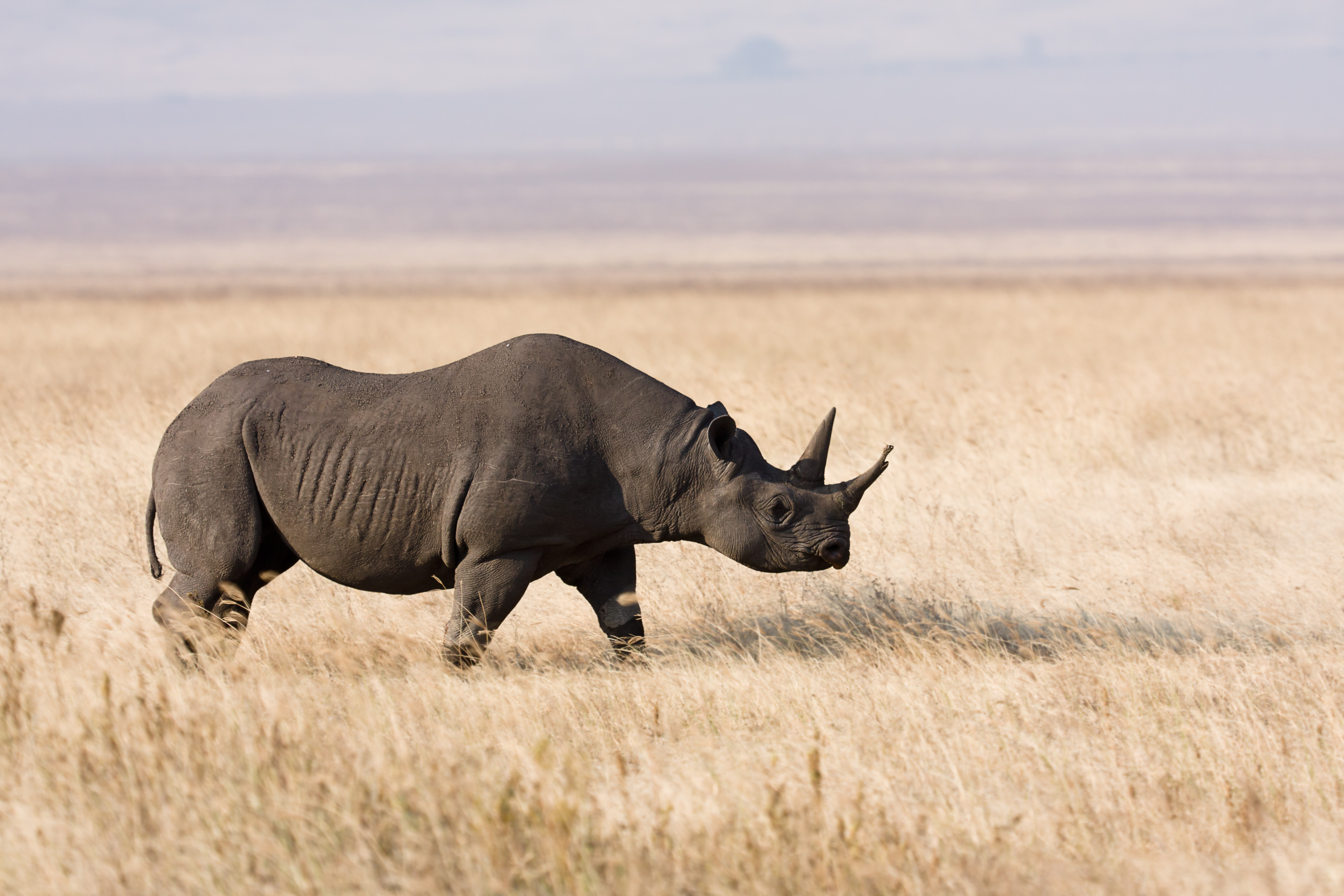
Rinoceronte nero
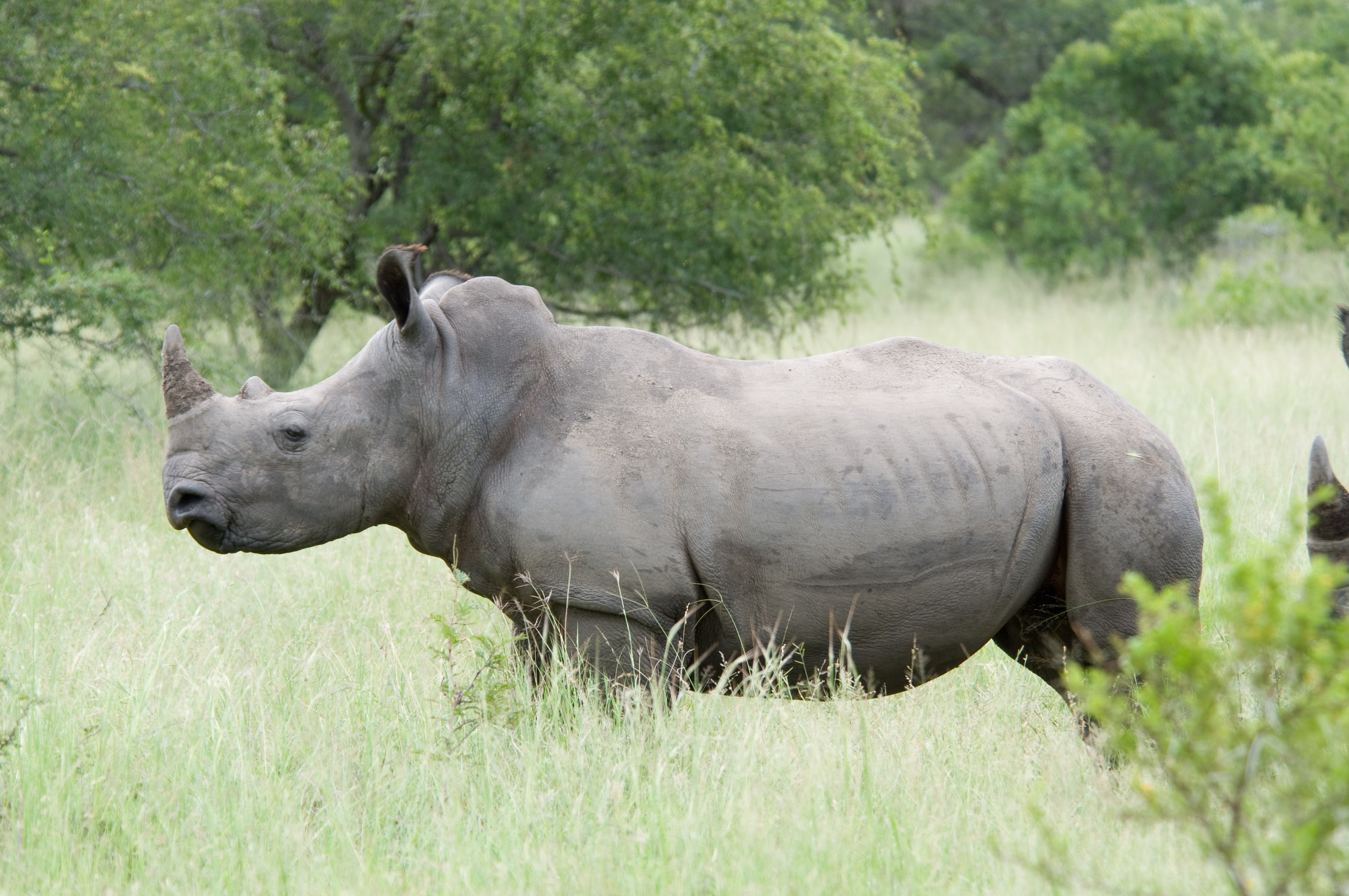
Rinoceronte bianco
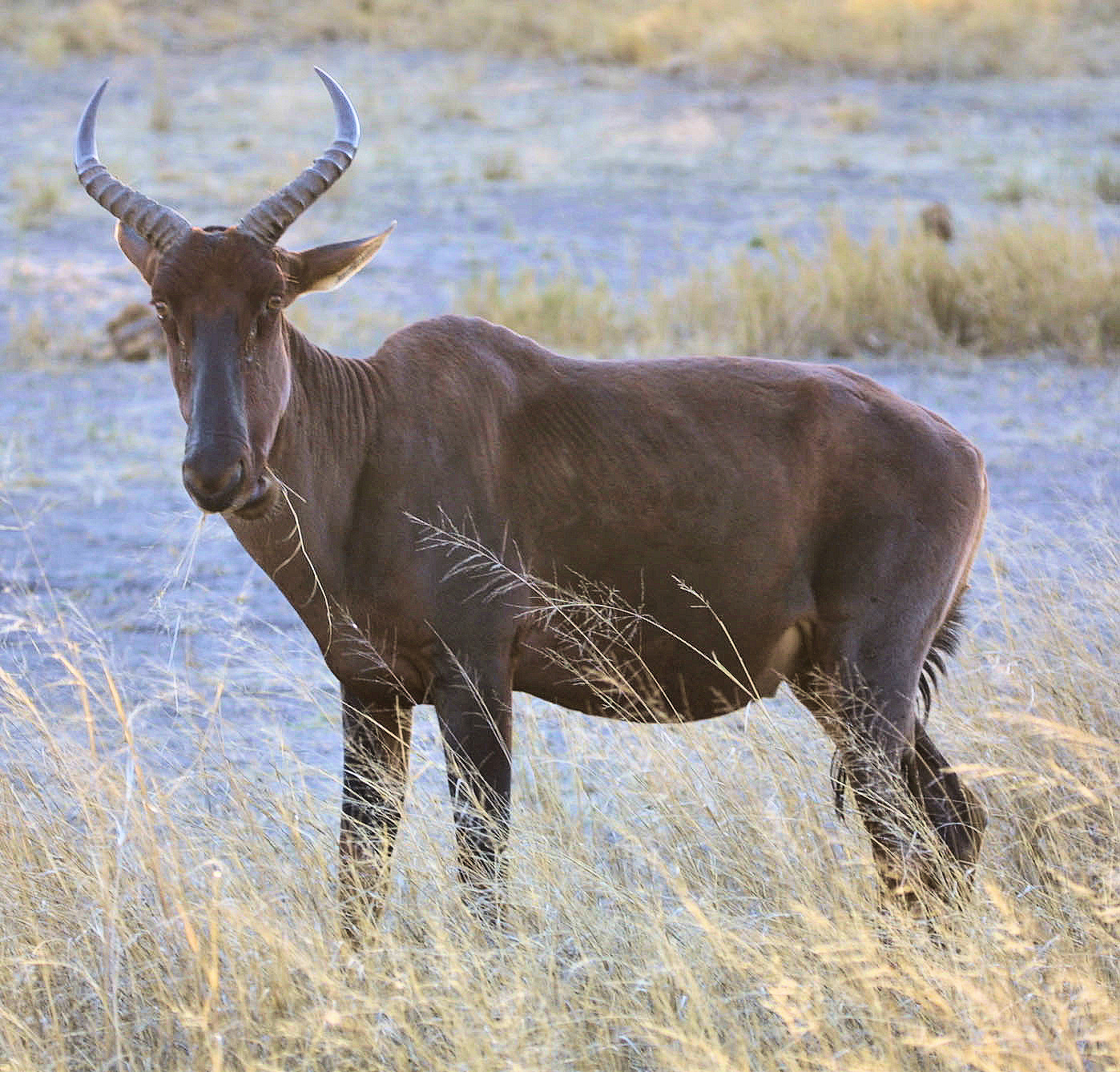
Topi
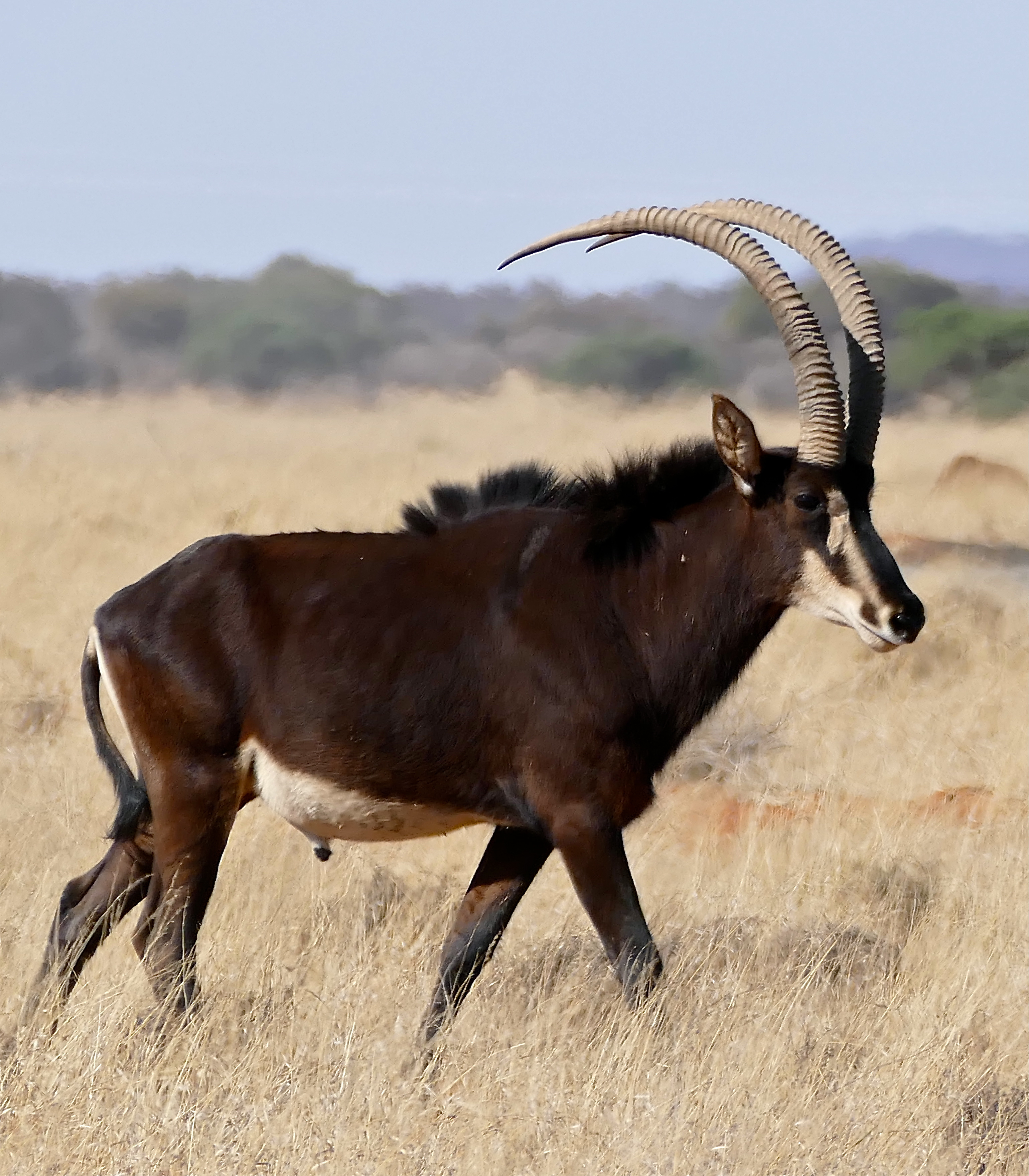
Antilope nera
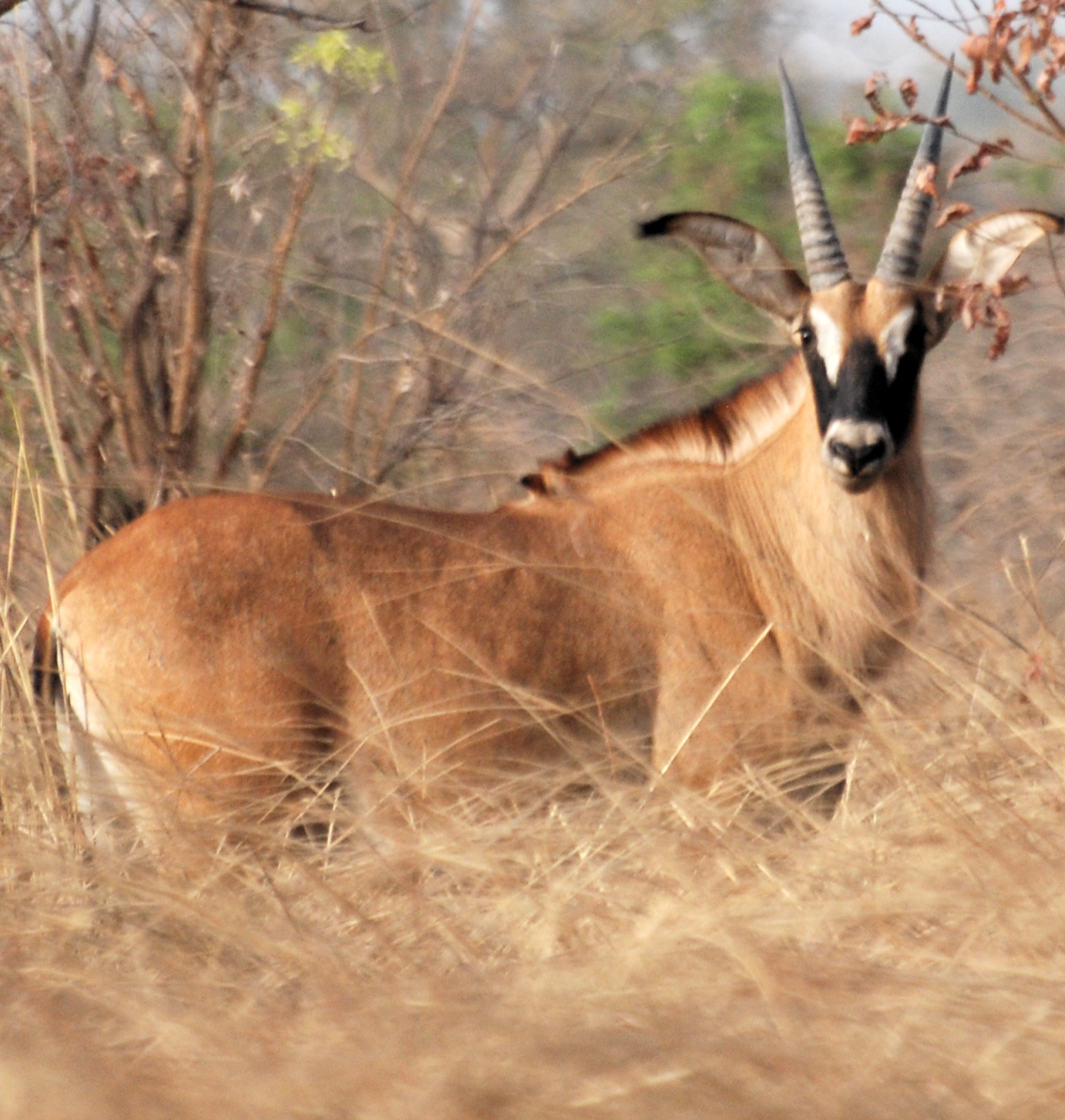
Antilope roana
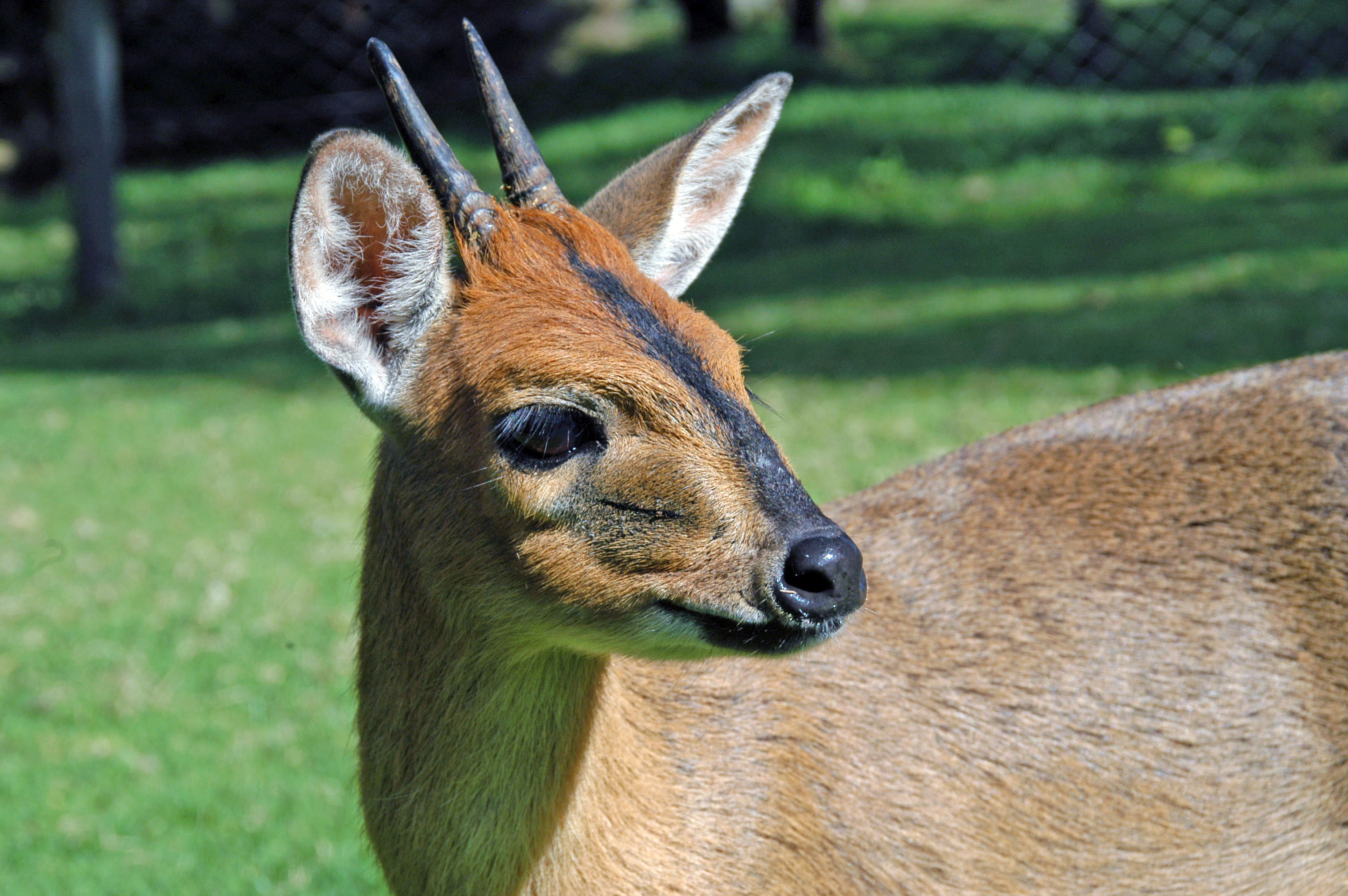
Sylvicapra grimmia
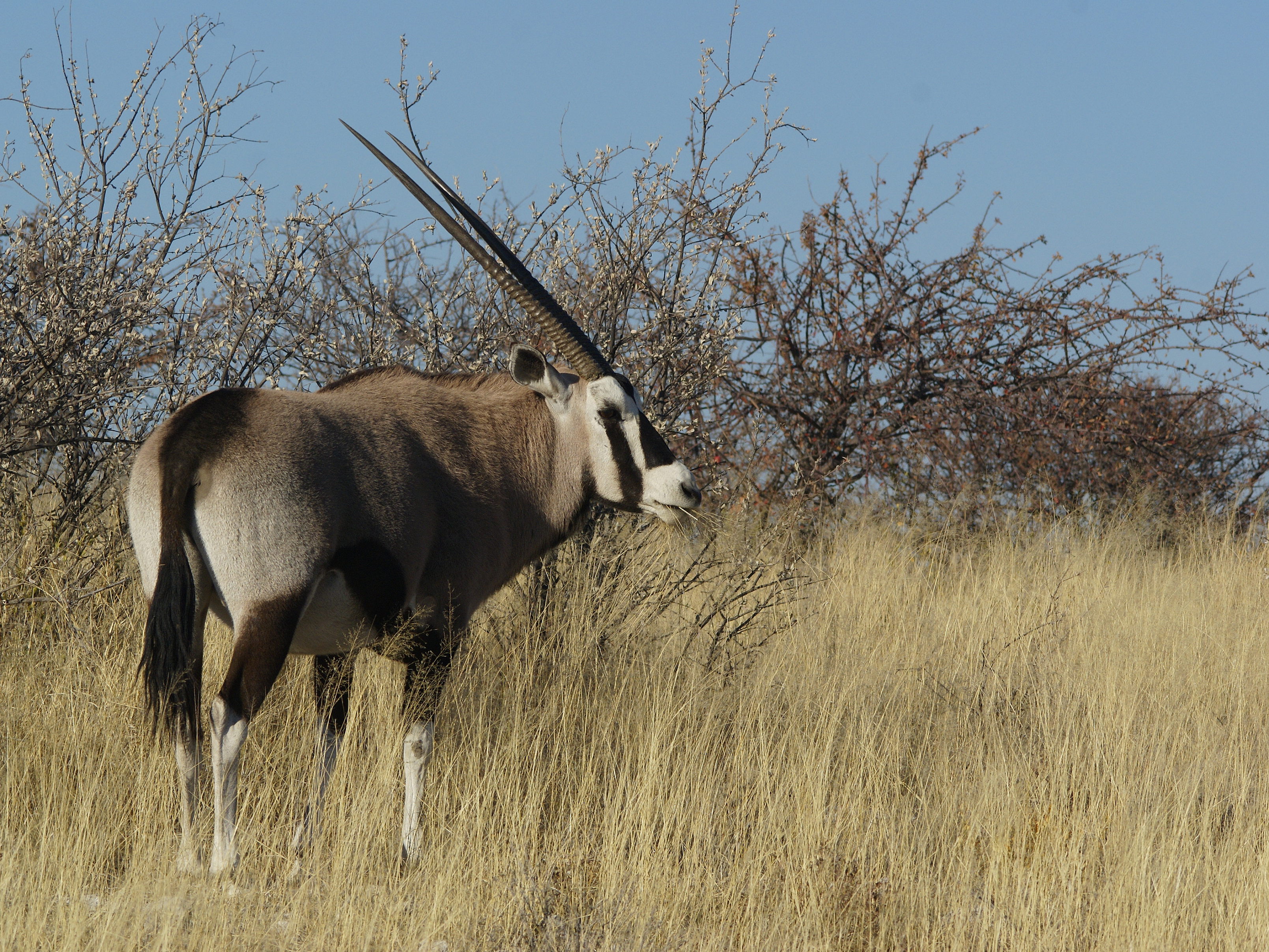
Orice gazzella
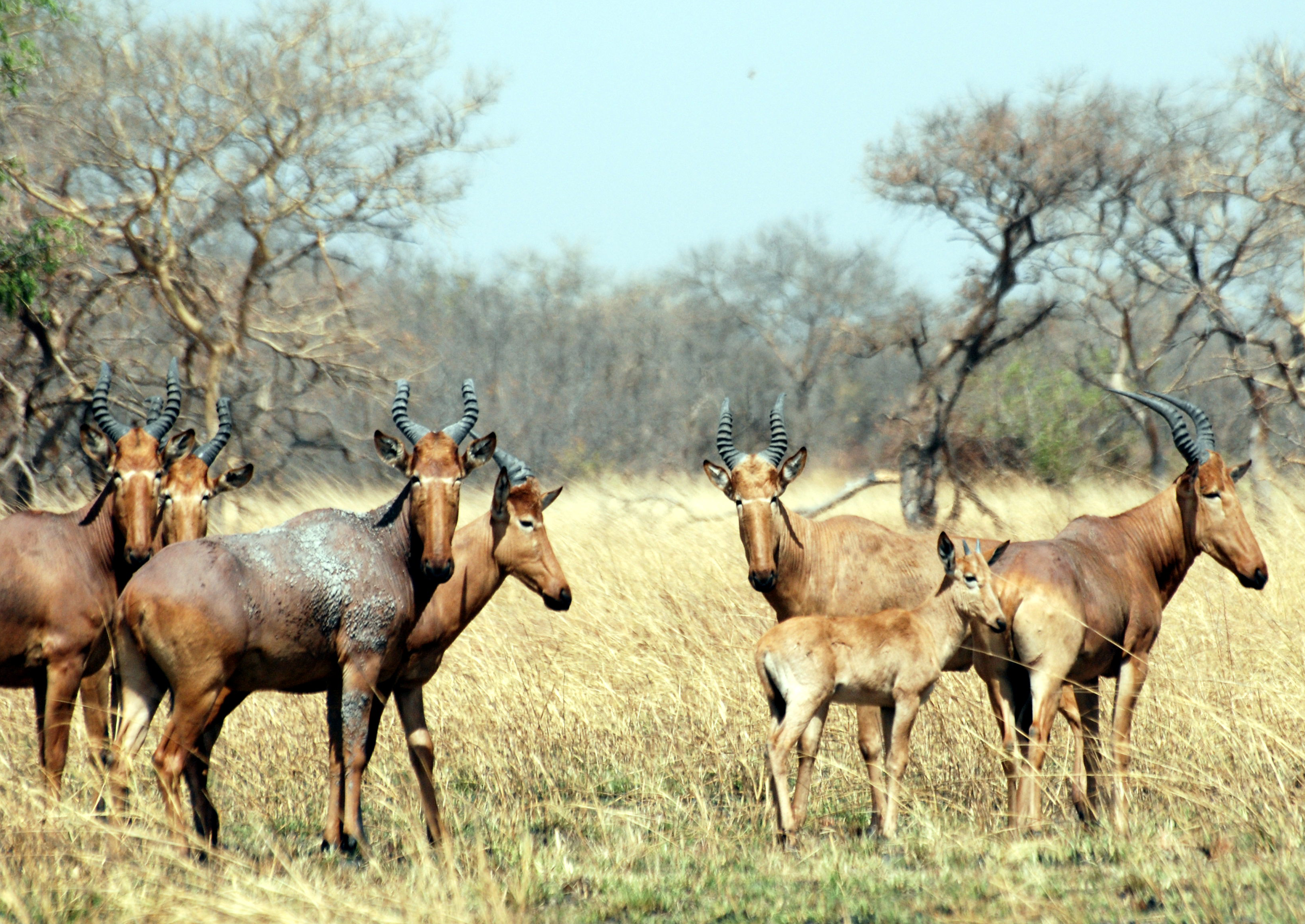
"Rooihartbees"
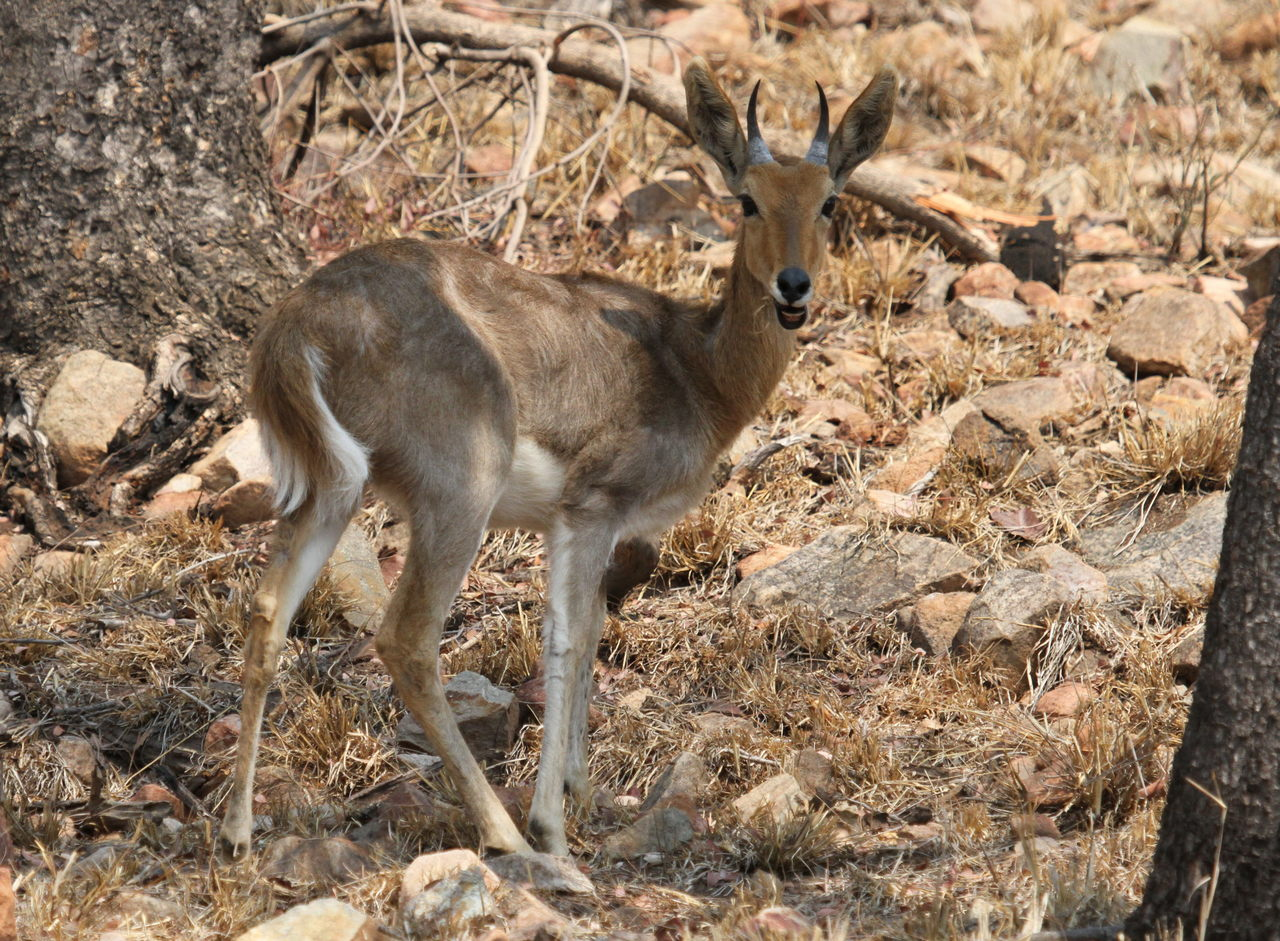
Redunca fulvorufula
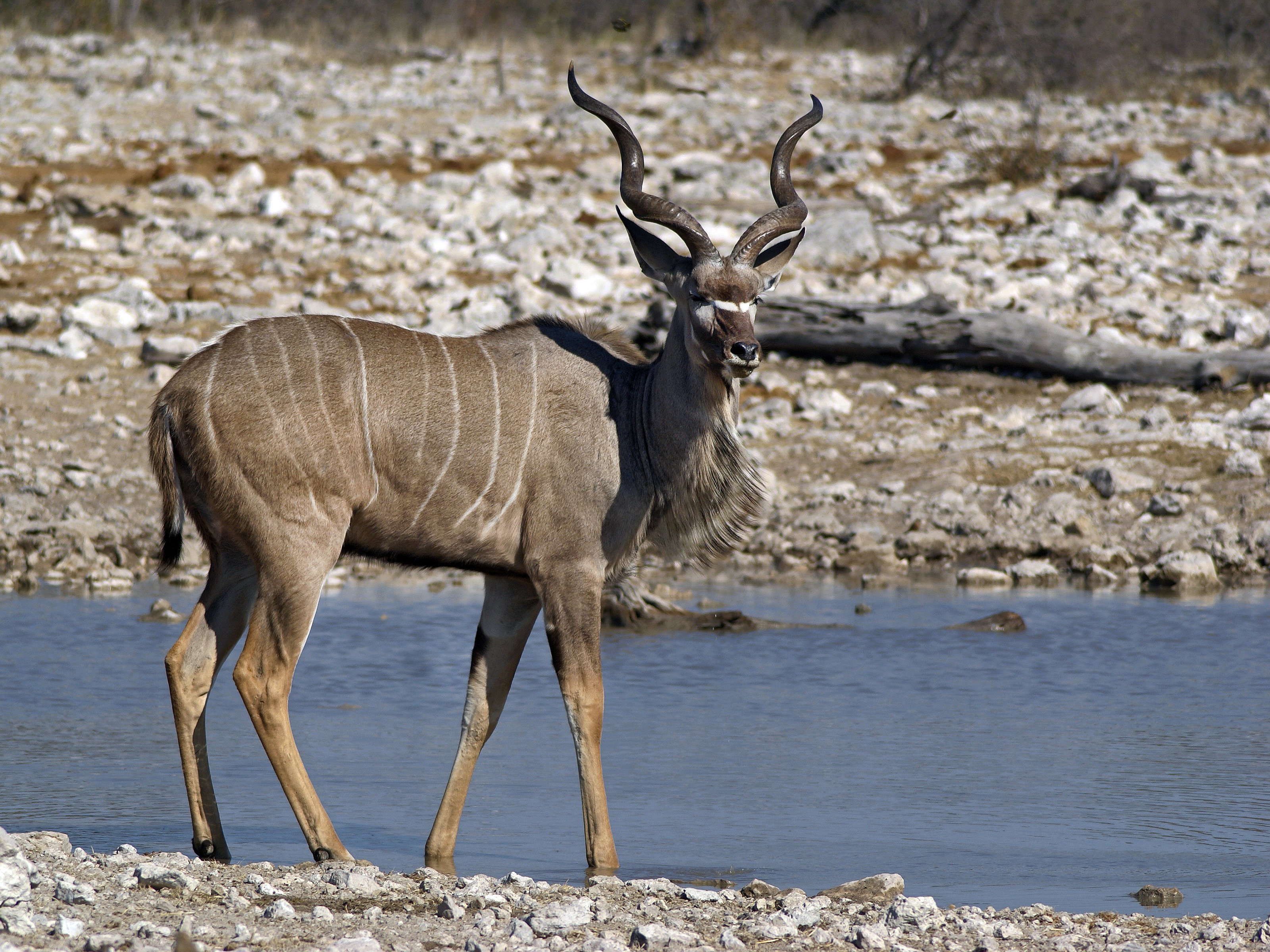
Kudu
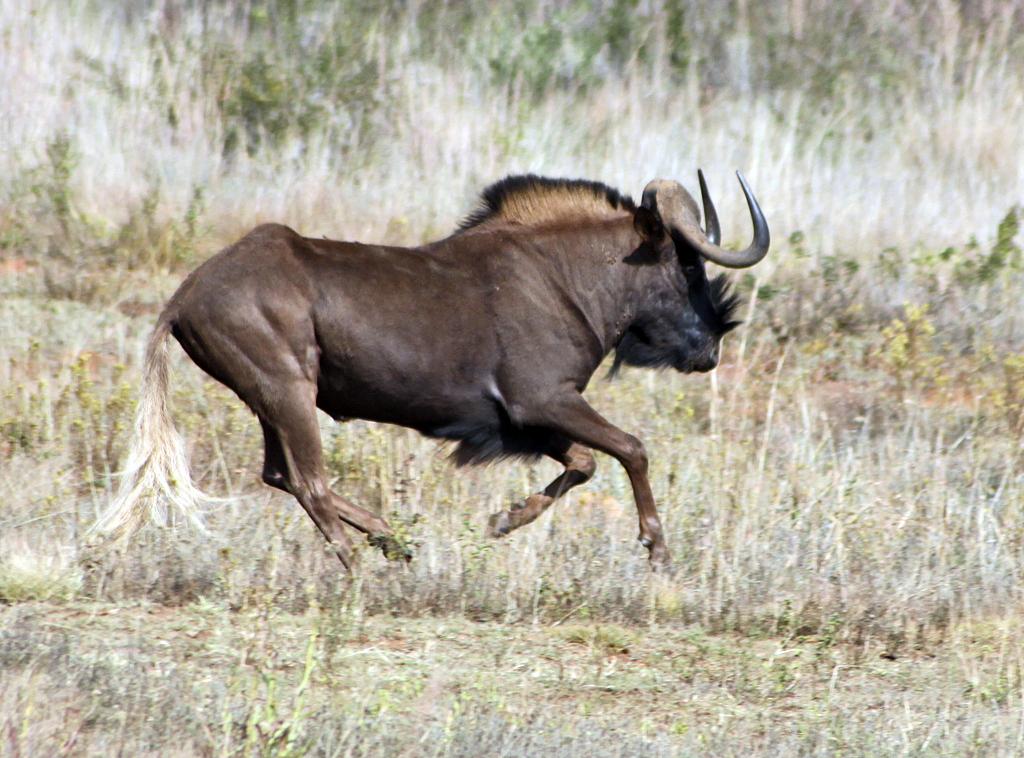
Gnu dalla coda bianca
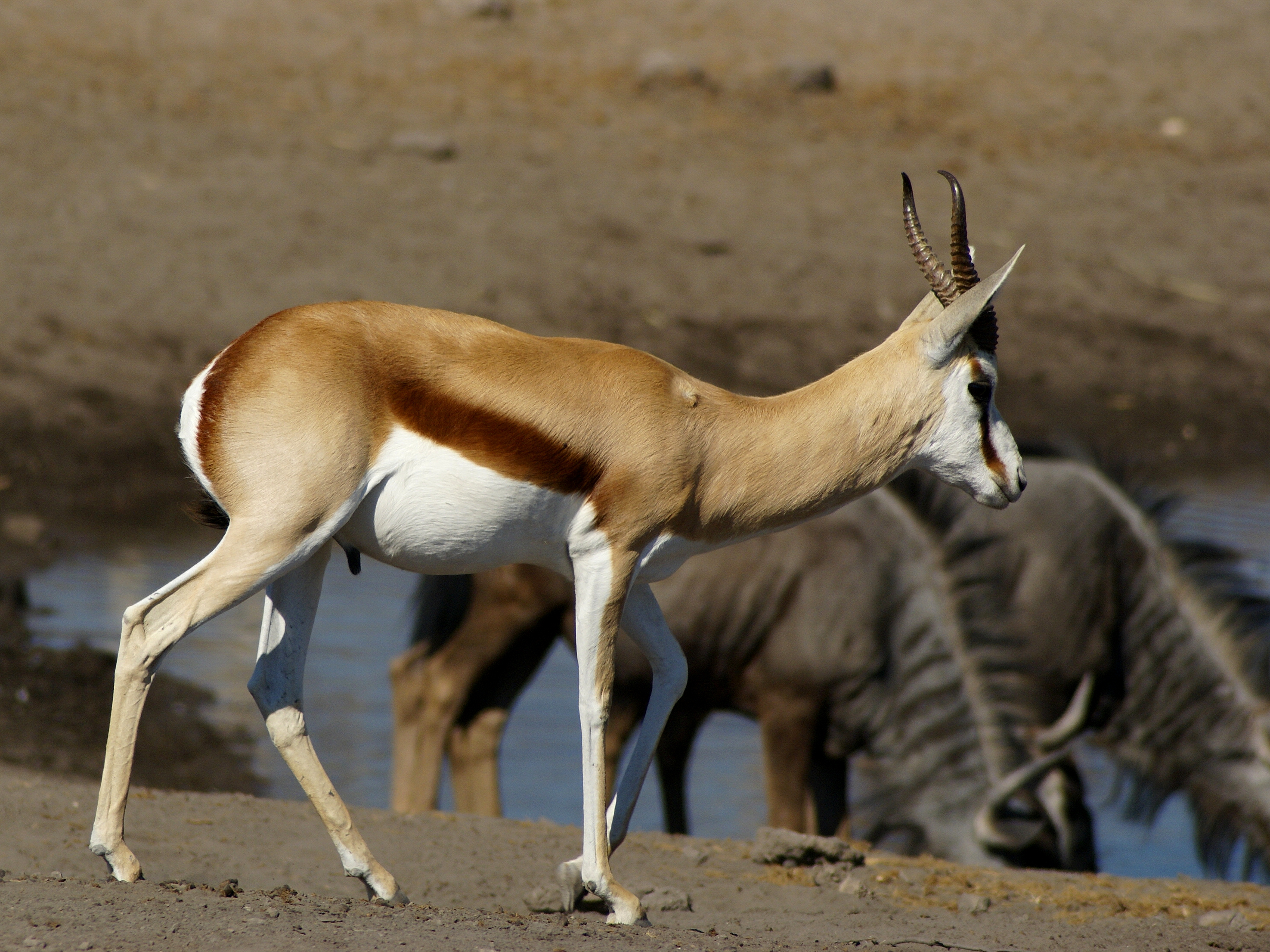
Springbok
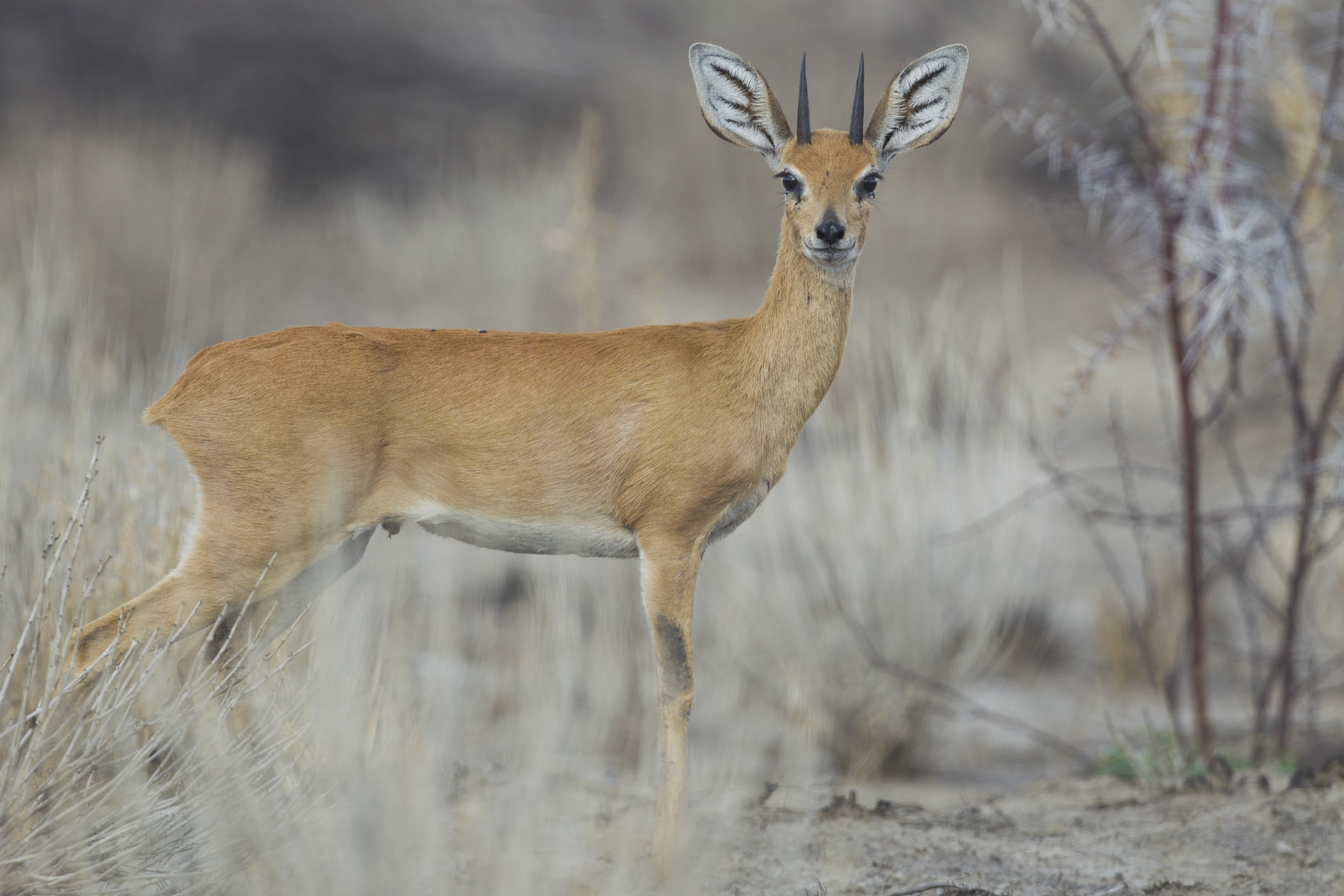
Steenbok
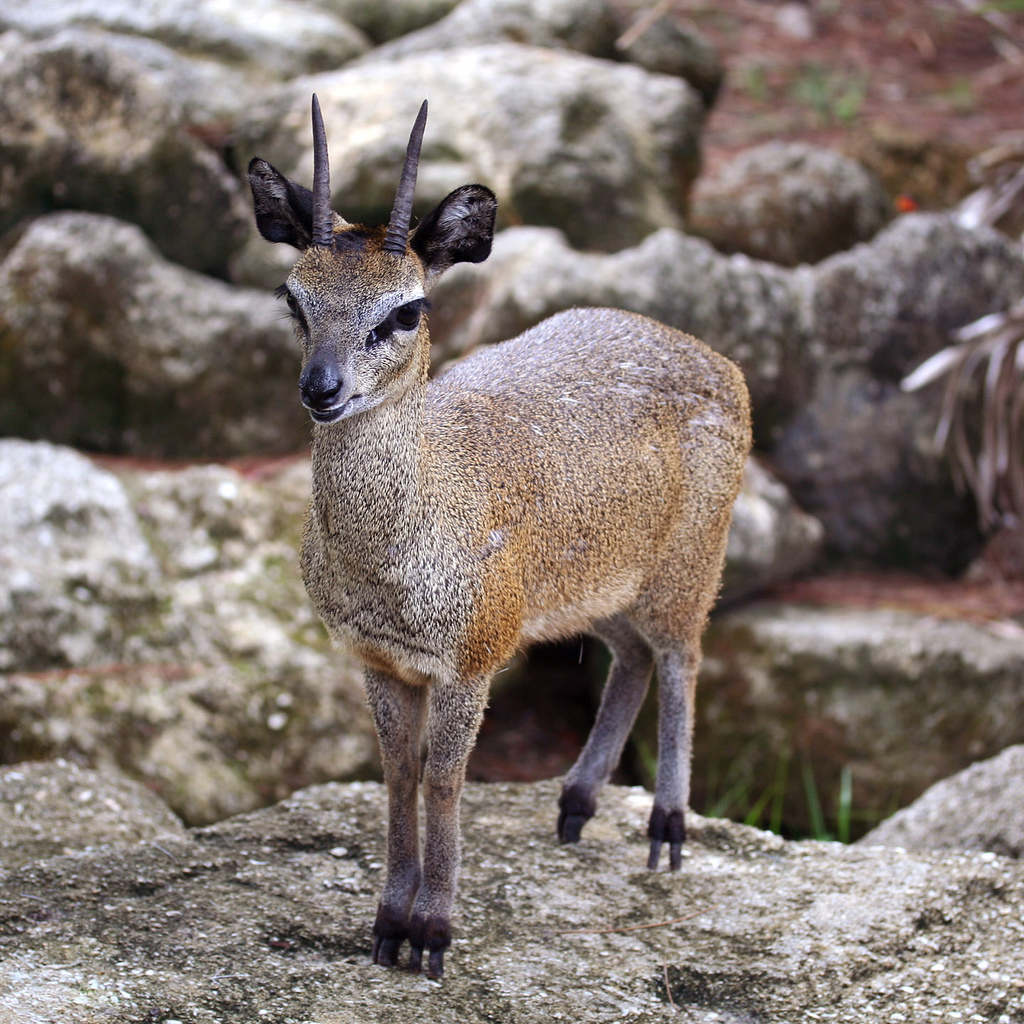
Saltarupi
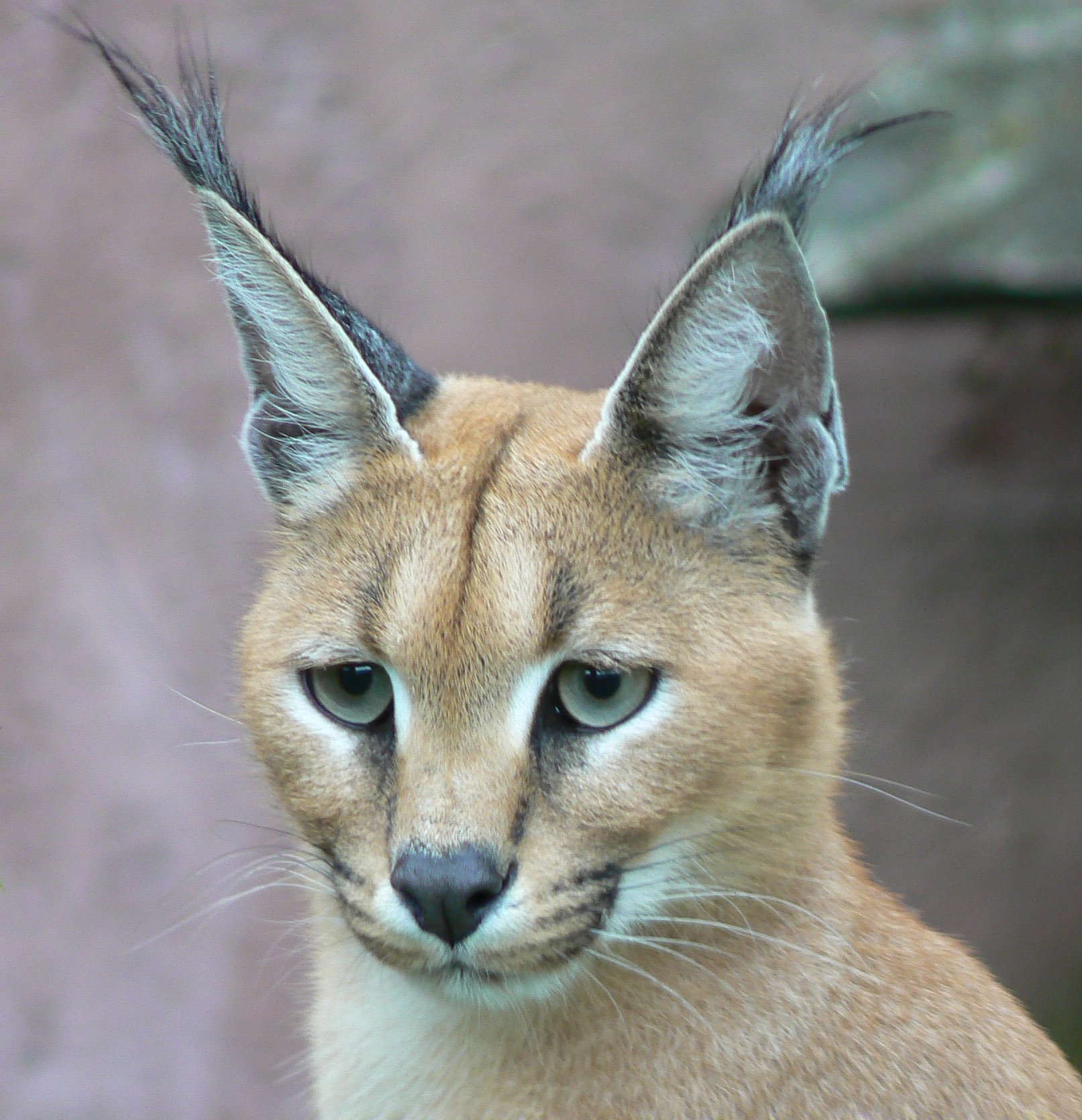
Caracal
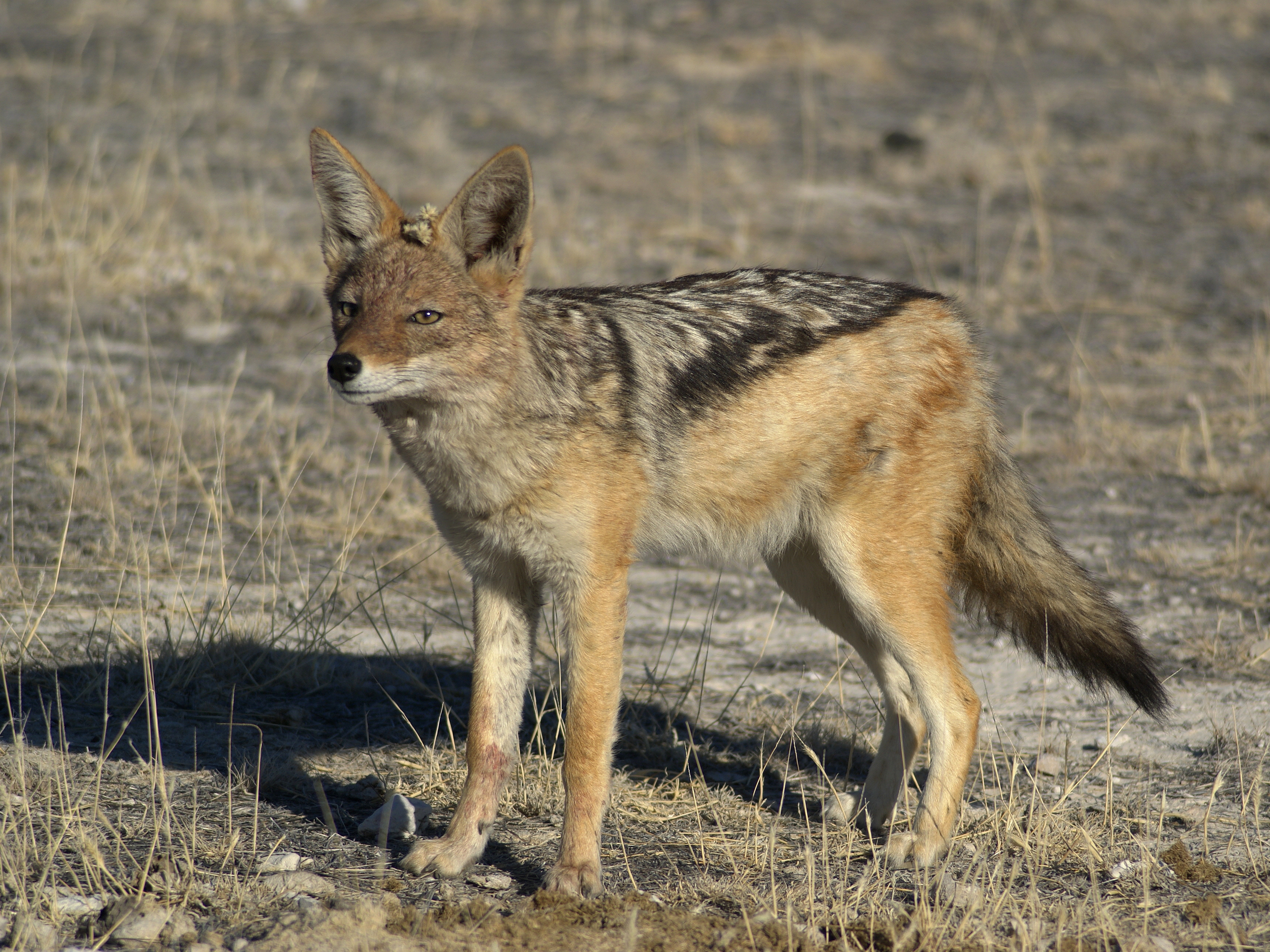
Sciacallo